# ايسبات انترناشونال
ايسبات انترناشونال المحدودة كانت شركة منتجة للصلب ولها عمليات في المكسيك وترينيداد وكندا وألمانيا والولايات المتحدة. الشركة متخصصة في عملية المطاحن الصغيرة المتكاملة ولديها مجموعة واسعة من منتجات الصلب المسطحة والطويلة، بما في ذلك الألواح وقضبان الأسلاك.
تم تشكيلها في عام 1978 كذراع دولي لشركة ايسبات الصناعية في سيدوارجو بإندونيسيا بواسطة لاكشمي ميتال. أصبحت شركة منفصلة في عام 1995، مما جعلها واحدة من أكبر شركات الصلب في العالم. في عام 2004 اندمجت مع إل إ، إم جروب (شركة حديد رئيسية أخرى مملوكة من قبل لاكشمي ميتال) و انترناشونال ستيل جروب (واحدة من أكبر شركات الصلب في أمريكا الشمالية) لتشكيل شركة ميتل ستيل. وهي اليوم جزء من آرسيلور ميتال، أكبر شركة للصلب في العالم.

## روابط خارجية
- www.ispatind.com
- تعرف على المالكين الجدد: الملياردير ميتال بواسطة مارك ريوتر